# Pirnitzer áruház
A Pirnitzer-áruház Szekszárd legrégibb kereskedőháza.

## Története
A ház falán elhelyezett emléktábla tanúsága szerint a Pirnitzer család 1840-ben alapította kereskedő cégét. Első üzletük a Mayer-házban volt (Széchenyi utca 19.).
A Garay tér sarkán álló telket 1886-ban vásárolta meg Pirnitzer József, és a rajta álló házat üzletté alakíttatta át. A hely egy idő után kevésnek bizonyult, ezért a  földszintes ház helyén emeletes áruházat építettek Quittner Vilmos tervei alapján. Egy ideig ebben működött Réthy Lipótné Korona kávéháza is.
1926-ban már az egész épületben a Pirnitzer-áruház működött. Ekkor tűzvészben a ház leégett, de néhány hónap alatt újjáépítették. Az év nyarán az újjáépült áruházban árultak a városban először női konfekcióruhákat.
A második világháború után az épület a Tolna megyei Népbolt Vállalat tulajdonába került, és az 1960-as-1970-es években Otthon Áruház néven üzemeltették. A nagyáruház azóta megszűnt, az épületben a 2000-es évek elején néhány kisebb üzlet és iroda, valamint egy bankfiók működik. 2017 óta 26 lakásos társasházként üzemel.

## Emlékezete
Babits Mihály Halálfiai című regényében a Schapringer és Fiai nagykereskedésben a Pirnitzer-áruházra lehet ismerni.